# 克雷扎尼夫卡 (敖德薩區)
46°33′42″N 30°47′46″E / 46.56167°N 30.79611°E

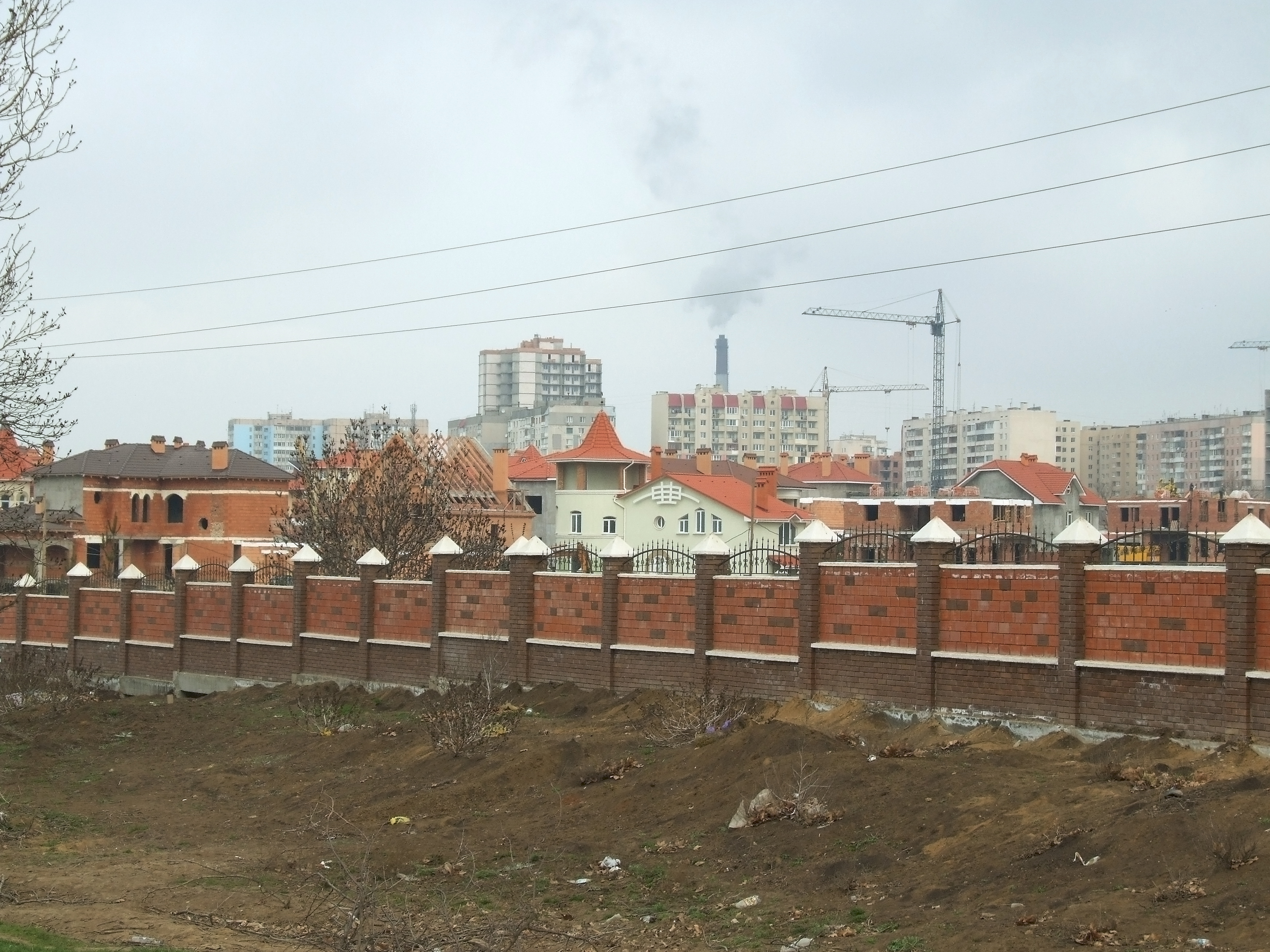

克里扎尼夫卡（羅馬化：Kryzhanivka）是位於烏克蘭西南部的村莊，由敖德萨州敖德萨区的豐坦卡市鎮負責管轄。該村始建於十九世紀，面積1.59平方公里，海拔高度26米，2001年人口3,195，人口密度每平方公里2,009.43人。